# Złoty Pierścień Rosji
Złoty Pierścień Rosji (ros. Золото́е кольцо́ Росси́и) – grupa szlaków turystycznych, przechodzących przez średniowieczne miasta Rosji położone na północ i wschód od Moskwy. Obszar ten pokrywa się częściowo z regionem historycznym zwanym Rusią Zaleską, który wraz z Rusią Nowogrodzką stanowi kolebkę państwowości rosyjskiej. W miastach tych zachowały się unikatowe zabytki historii i kultury ruskiej, są one także centrami ludowego rzemiosła. Złoty Pierścień posiada liczne centra pielgrzymkowe, ważne dla Kościoła wschodniego. Liczba i zestaw miast, które wchodzą w skład całego szlaku, jest różna.

## Miasta Złotego Pierścienia
- Aleksandrow (Александров)
- Bogolubowo (Боголюбово)
- Dubna (Дубна)
- Gorochowiec (Гороховец)

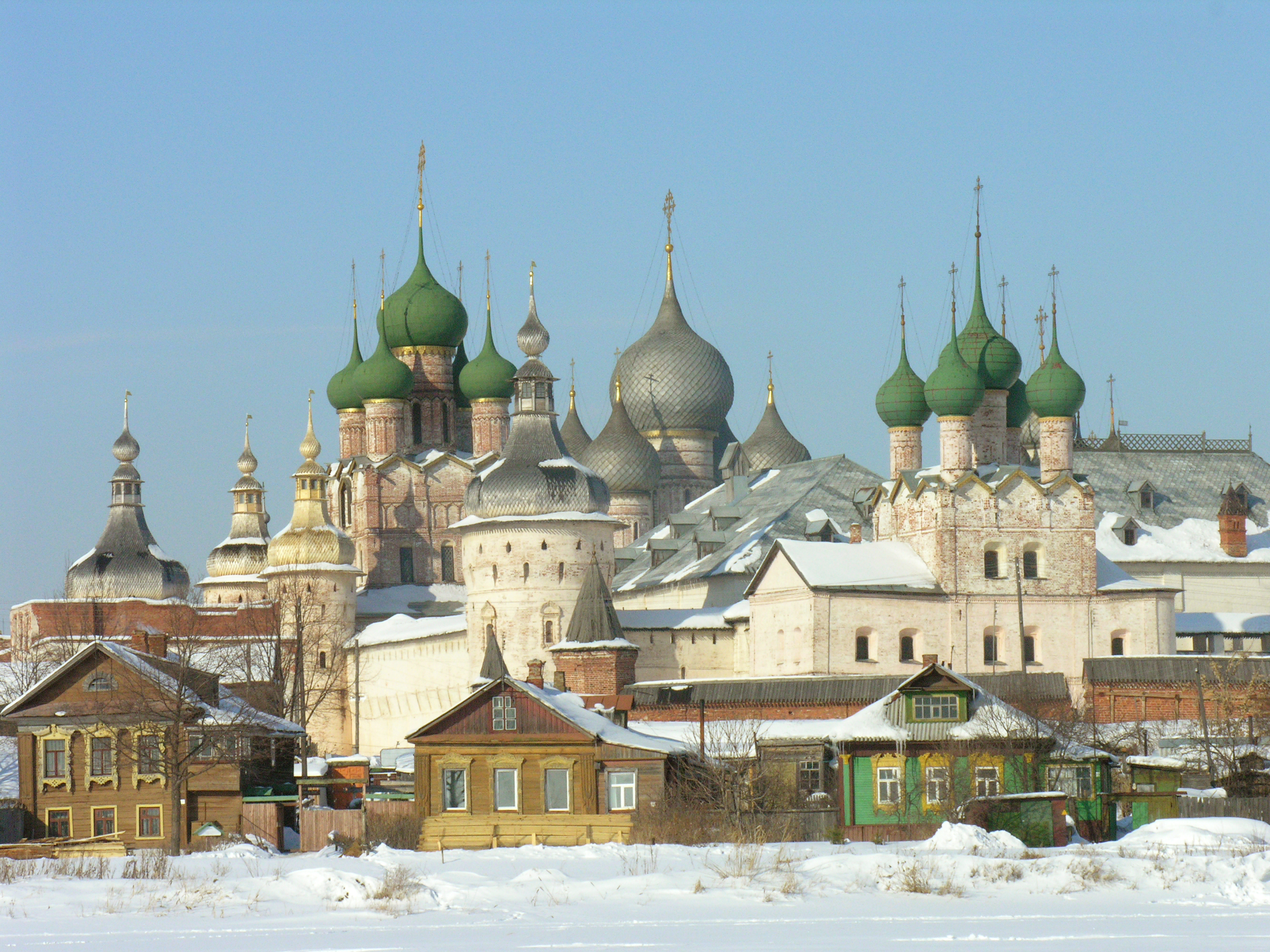
Rostów

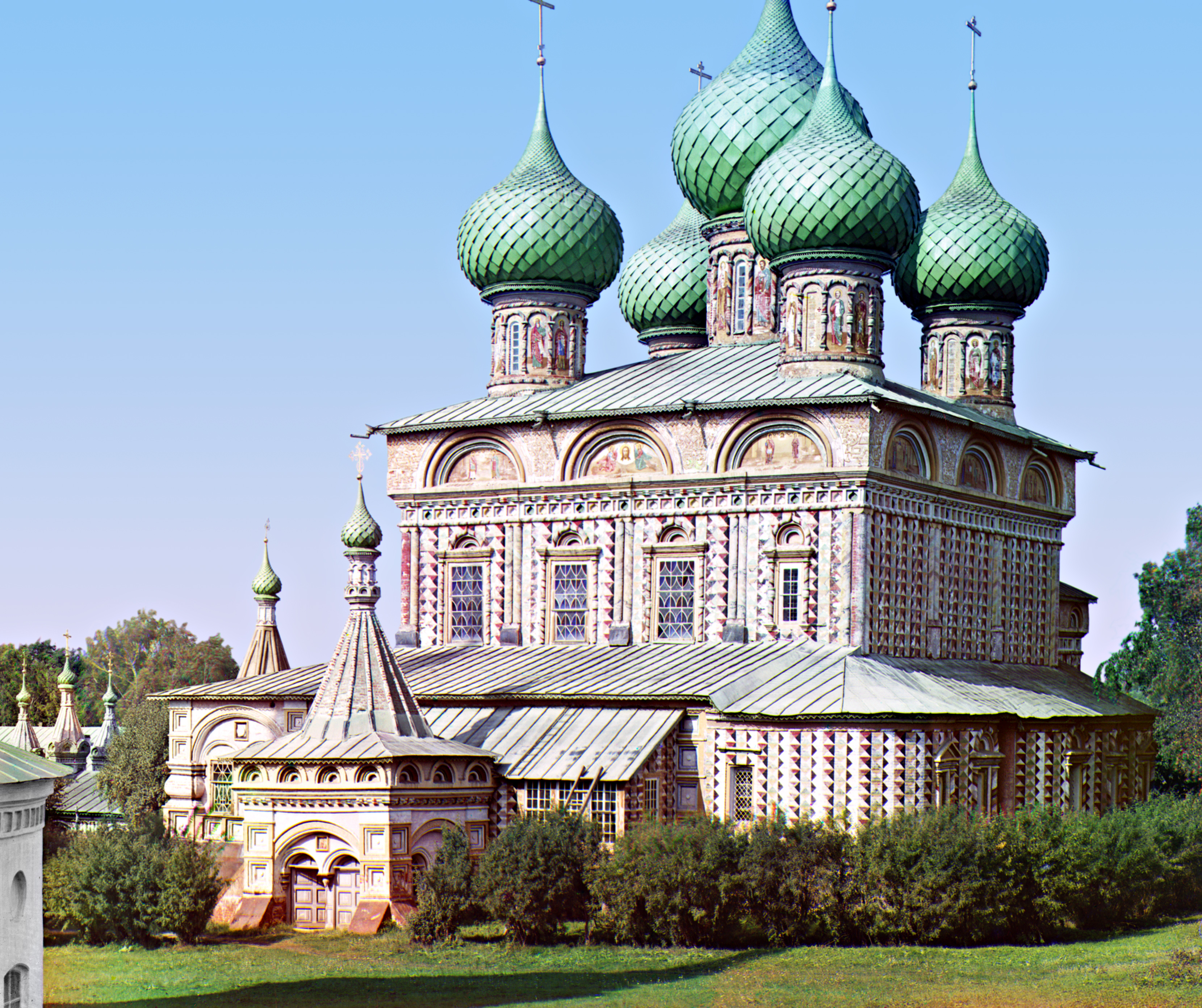
Kostroma

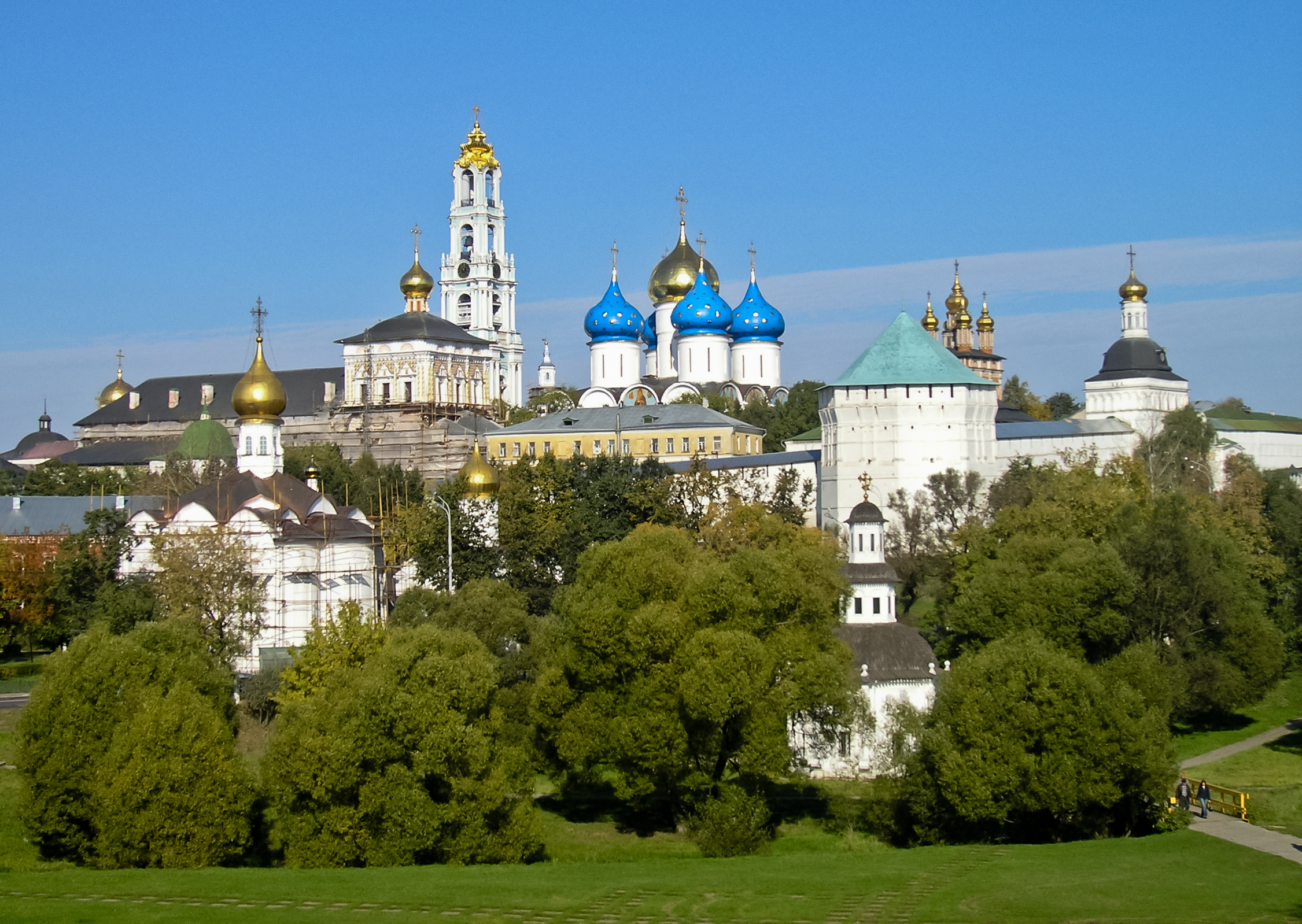
Siergijew Posad

- Guś-Chrustalnyj (Гусь-Хрустальный)
- Iwanowo (Иваново)
- Jarosław (Ярославль)
- Jurjew-Polskij (Юрьев-Польский)
- Kalazin (Калязин)
- Kaługa (Калуга)
- Kidieksza (Кидекша)
- Kostroma (Кострома)
- Moskwa (Москва)
- Murom (Муром)
- Oriechowo-Zujewo (Орехово-Зуево)
- Palech (Палех)
- Peresław Zaleski (Переславль-Залесский)
- Plos (Плёс)
- Pokrow (Покров)
- Rostów (Ростов Великий)
- Rybińsk (Рыбинск)
- Siergijew Posad (Сергиев Посад)
- Suzdal (Суздаль)
- Tutajew (Тутаев)
- Uglicz (Углич)
- Włodzimierz (Владимир)